# Braitschita-(Ce)
La braitschita-(Ce) és un mineral de la classe dels borats. Va ser anomenada per O.B. Raup, A.J. Gude, E.J. Dwornik, F. Cuttitta, i H.J. Rose l'any 1968 en honor d'Otto Braitsch, professor de la Universitat de Freiburg, per les seves contribucions a la mineralogia i geoquímica d'evaporites; el sufix indica la terra rara dominant: el ceri.

## Característiques
La braitschita-(Ce) és un borat de fórmula química (Ca,Na₂)₇(Ce,La)₂B22O43·7H₂O. Cristal·litza en el sistema hexagonal. Sol formar làmines hexagonals que contenen només cares generades a partir de prismes i pinacoides.
Segons la classificació de Nickel-Strunz, la braitschita-(Ce) pertany a «06.H - Borats sense classificar», juntament amb els següents minerals: ekaterinita, canavesita i qilianshanita.

## Formació i jaciments
Es forma en dipòsits evaporítics associada a quars, ahnidrita, dolomita, halita, hematites i calcopirita. S'ha descrit només a Utah, als Estats Units.